# Regions del Togo

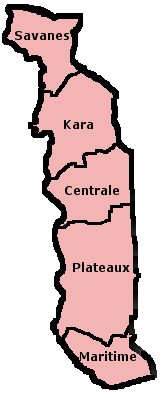
Mapa de les regions del Togo.

Les regions del Togo són la divisió administrativa de primer nivell de la república del Togo. Les regions són 5 que, al seu torn, es subdivideixen en 35 prefectures.

## Llista
La llista de les regions de la costa, al Sud, cap a l'interior, al Nord, és:
| Regió     | Nom oficial en francès | Superfície (km²) | Capital  |
| --------- | ---------------------- | ---------------- | -------- |
| Marítima  | Région Maritime        | 6.395            | Lomé     |
| Altiplans | Région des Plateaux    | 16.974           | Atakpamé |
| Central   | Région Centrale        | 13.182           | Sokodé   |
| Kara      | Région de la Kara      | 11.631           | Kara     |
| Sabanes   | Région des Savanes     | 8.603            | Dapaong  |